# 宣仁圣烈皇后
宣仁聖烈皇后（1032年—1093年）高氏，小字“滔滔”。宋英宗皇后，宋神宗趙頊、岐王趙顥、潤王趙顏、嘉王趙頵、寶安公主、壽康公主生母（英宗尚有二女，是否皆為其所生，尚待考）。

宣仁聖烈皇后高氏

## 家世
先世燕人，五代時，高乾移籍亳州蒙城縣（今屬安徽）。曾祖忠武節度使高瓊，高乾之子，宋太宗時有功王室，宋史有傳。祖父高繼勛亦官至節度使。生父追尊陳王高遵甫，族父高遵裕。母為宋仁宗皇后曹氏姊，弟高士林、高士遜；侄高公繪、高公紀。

## 生平

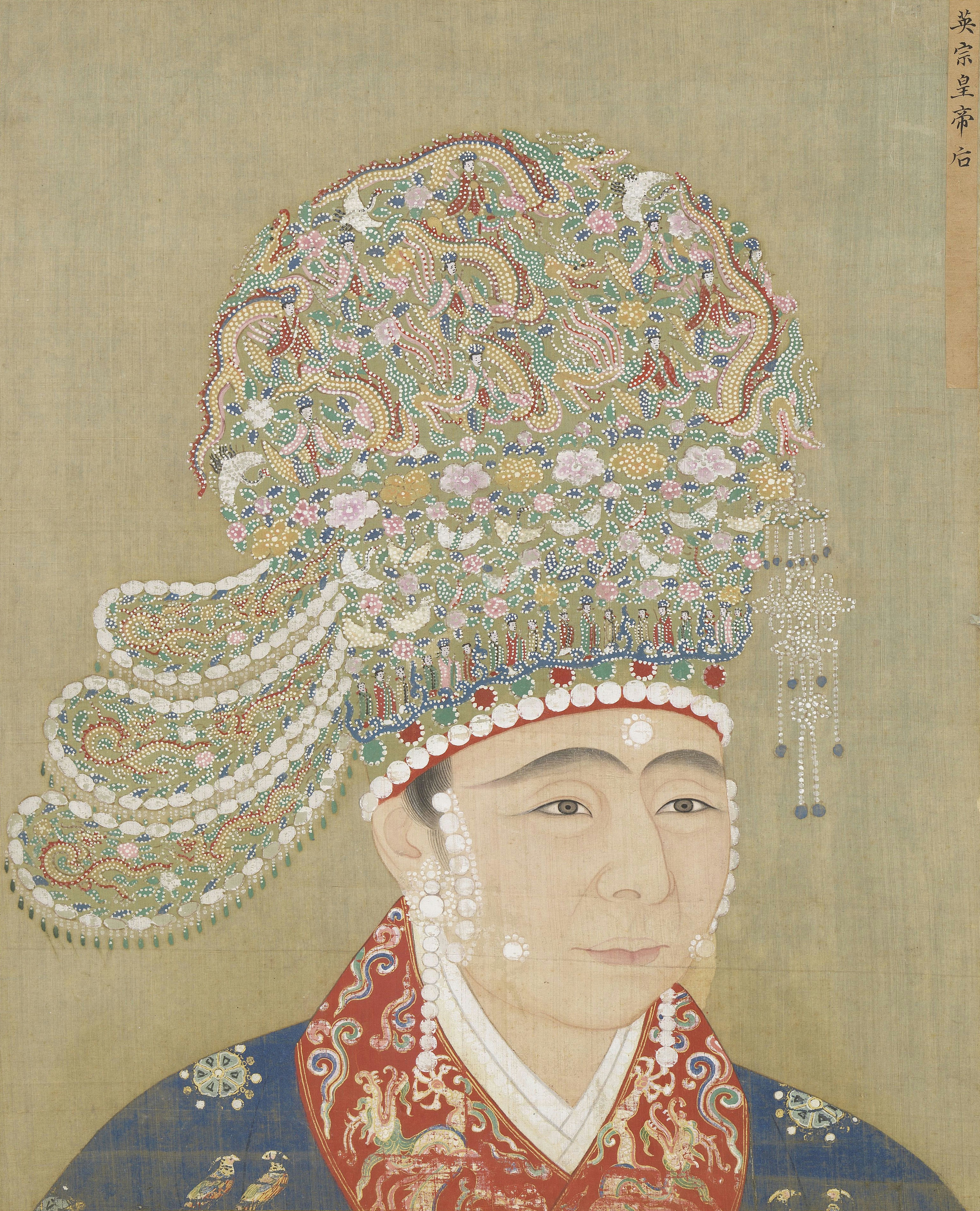
宣仁圣烈皇后高氏

年幼時以姨母曹皇后故入宮，結識同庚的仁宗養子、宮中因排行呼為“十三”的趙宗實（英宗）。仁宗窺見其青梅竹馬，與皇后約：“異日必以為配”。後來宋仁宗有實子誕育，宗實一度出居宮外。十三、滔滔，在“天子娶婦，皇后嫁女”的鋪墊下，十五歲成婚，為一時盛事。嘉祐七年（1062），宗實終立為太子，改名曙。英宗即位，治平二年（1065）冊立為皇后。
1067年，英宗逝，其子神宗即位，皇后尊為皇太后。高太后與神宗的嗣祖母曹太后一起，一向反對王安石擅改祖宗之法，寄託信任於保守舊派的主力司马光。
1085年，其子神宗病故，長孫哲宗赵煦年甫十齡。高太后遵神宗遺詔輔立幼主，被尊為太皇太后，垂帘听政。改次年為元祐，任用司马光为宰相，短短一年，將王安石施行的新法全部廢止，大兴文字狱，黨羽罷黜。有疑其義者，司馬光曰：“太后以母廢子，何慮之有！”。高太皇太后让哲宗学习仁宗聖德，千万不能学他父親神宗；高太后甚至还亲自挑选大臣來服侍哲宗，讓哲宗的言行举止都在她的勢力控制之下。
但由於高太皇太后長期涉政，讓逐漸長成的哲宗心生不滿。元祐八年八月，高太皇太后臨終前曾告誡老臣范純仁和呂大防等人：“先帝追悔往事，至于泣下，这事官家应该好好记着。老身殁後，必然有很多人来教唆官家，应该不要听。”
元祐八年（1093年）9月，高太皇太后病逝，终年62岁。上諡宣仁聖烈皇后，与英宗同葬永厚陵（今河南巩县）。死後宋哲宗改元“紹聖”并以恢復神宗朝制度為藉口，幾欲追廢高太皇太后，因向太后與朱太妃力阻而未成。而高太后預立的哲宗元配皇后孟氏終得罪被廢。

## 評價
高太皇太后雖反對王安石變法，但亦具有執政才能。她主政期間，勤儉廉政，嚴於律己，勵精圖治，因此政治較清明。高太皇太后也因而被《宋史》譽为「女中堯舜」。